# Avenida Río Churubusco

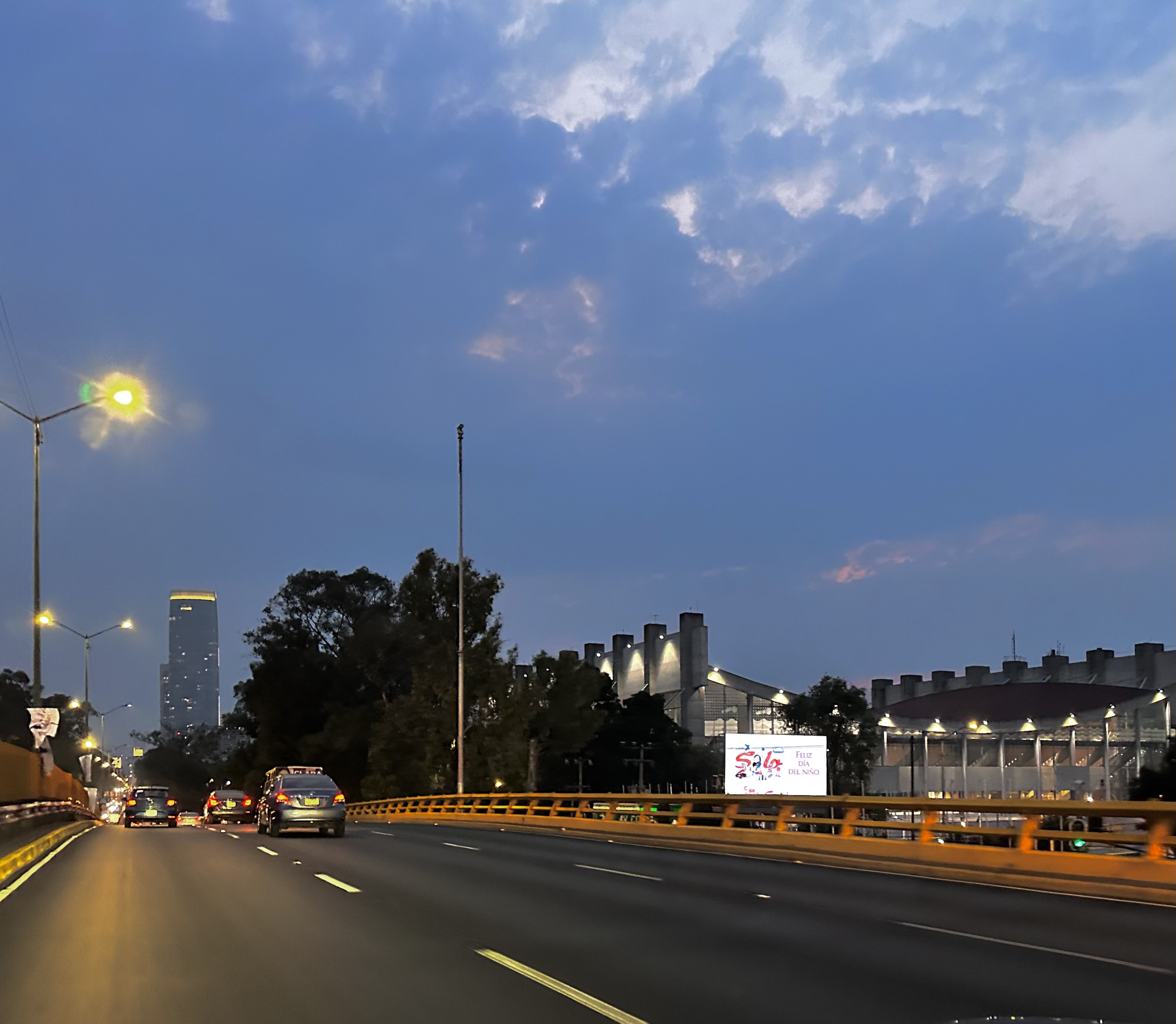
Avenida Río Churubusco.

Avenida Río Churubusco es una vía principal de la Ciudad de México que sigue el trazado del antiguo cauce del río Churubusco, un cuerpo de agua que fue entubado y transformado en una arteria vial durante la segunda mitad del siglo XX.

## Origen
La avenida fue originalmente una corriente natural que formaba parte del sistema lacustre del valle de México. Este cauce conectaba diversos lagos como Texcoco, Xochimilco y Chalco, y fue fundamental para las culturas prehispánicas, quienes utilizaban sus aguas para el transporte y la agricultura en chinampas.
A mediados del siglo XX, la urbanización y el crecimiento de la Ciudad de México comenzaron a afectar su calidad y funcionalidad: el río se volvió un canal de aguas negras y un problema sanitario. Para resolver problemas de insalubridad y facilitar la movilidad, se decidió entubar el río Churubusco. Esta obra se inició en la década de 1960, bajo la administración de Ernesto P. Uruchurtu, y consistió en cubrir el cauce para convertirlo en una vía rápida.
El proyecto fue impulsado inicialmente por el arquitecto Carlos Contreras, quien planteó la idea de entubar ríos para crear vialidades que mejoraran el tránsito vehicular y solucionaran la contaminación generada por los ríos convertidos en desagües. El entubamiento del río permitió la construcción del Circuito Interior, una de las principales vialidades de la ciudad.

## Características
La avenida atraviesa principalmente la demarcación de Coyoacán, en el suroriente de la Ciudad de México. Su trazado sigue el cauce entubado del río Churubusco. A lo largo de esta avenida se encuentran importantes instalaciones culturales y deportivas, como los Estudios Churubusco, la Alberca Olímpica, el Palacio de los Deportes y el Autódromo Hermanos Rodríguez.